# 1,3-Dichloro-2-propanol
1,3-Dichloro-2-propanol, 1,3-DCP – organiczny związek chemiczny z grupy alkoholi będący w warunkach normalnych bezbarwną cieczą. Jest substratem w procesie produkcji epichlorohydryny.
Uważa się, że związek ten może mieć działanie rakotwórcze i mutagenne, jednak nie ma co do tego wystarczających badań naukowych. Wobec tego został on sklasyfikowany przez Międzynarodową Agencję Badań nad Rakiem jako możliwie rakotwórczy dla człowieka (grupa 2B).
Substancja ta znajduje się m.in. w sosie sojowym i ostrygowym, podobnie jak 3-chloropropano-1,2-diol (3-MCPD).